# Rohaniella pygmaea
Rohaniella pygmaea là một loài bướm đêm thuộc họ Saturniidae. Nó được tìm thấy ở Châu Phi, bao gồm Namibia và Nam Phi.
Ấu trùng ăn Burkea africana. Ấu trùng được người ta sử dụng làm thực phẩm.